# 降神会
降神会（法語：séance）是一种和死者沟通的尝试。降神会的主持者是靈媒。通常是靈媒似乎處於精神恍惚状态，並聲稱死者可以通过她和活人交流。
一种众所周知的方式是导灵，"招魂"相信可以通过导灵以及降神会中的靈媒分享死者的智慧。
另一種方式是用通灵板（一種交鬼工具，可以不需要專業靈媒）來召喚靈魂。中國的碟仙和日本的狐狗狸都起源於西方的通靈板。

## 大眾文化
- 在裡，男主角透過由胡比·高拔扮演的靈媒，與女主角溝通。